# Egenbeskyttelsen i Civilforsvaret
|  | Denne artikel er oprettet af botten Steenthbot ud fra en ekstern database. Den kan derfor have sproglige fejl eller mangler. Denne skabelon kan fjernes efter kontrol af indholdet. |

Egenbeskyttelsen i Civilforsvaret er en dansk dokumentarfilm fra 1955 instrueret af Carl Otto Petersen efter eget manuskript.

## Handling
Civilforsvarets opgave er at beskytte den civile befolkning under en krig. Selvom krigens våben er blevet stadig større og af voldsommere virkning, skulle der være mulighed for at bekæmpe eller bgrænse følgerne af et angreb, når civilforsvaret er effektivt. Det er vigtigt, at en brand bliver opdaget og bekæmpet hurtigst muligt, og at sårede straks bliver reddet. Selvom man råder over store hjælpekolonner og har en kommunal hjælpetjeneste, der også omfatter brandvæsen og redningskorps, gælder det om, at der bliver grebet ind på stedet og helst straks. Derfor er det, man opretter bedriftsværn og karréværn i byerne, villaværn i forstæderne og sogneværn på landet. disse værn består af borgerne selv, lokale og stedkendte folk. Hele dette arbejde, der kaldes "egenbeskyttelse", skildres nærmere i filmen, der er en appel om at være med til opbygningen af borgernes eget civile beredskab.